# خارجة بن حذافة
خارجة بن حذافة بن غانم بن عامر بن عبد الله بن عبيد بن عويج بن عدي بن كعب بن لؤي القرشي. من الصحابة. أمّد به عمر بن الخطاب عمراً بن العاص أيام فتح مصر، وأصبح قائد شرطته.
اشتكى عمر بن العاص ذات يوم (من عام 40 هـ) من مرض في بطنه، فأمر خارجة بالصلاة بالناس، فقتله عمرو التميمي، وكان عمرو التميمي قد تآمر مع عبد الرحمن بن ملجم، والحجاج التميمي (وكلهم من الخوارج)، على قتل من سموهم «رؤوس الفتنة»، وهم علي بن أبي طالب، ومعاوية بن أبي سفيان، وعمرو بن العاص. قتل عمرو بن بكر التميمي خارجة ظناً منه أنه عمراً بن العاص. ثم قبض عليه وقتل. وينسب إلى عمرو بن بكر التميمي الخارجي قوله «أردتُ (بالضم) عمراً وأراد الله خارجة»، وقيل أن عمرو بن العاص هو من قال ذلك: «أردتَ (بالفتح) عمراً وأراد الله خارجة».
روى حديثاً عن النبي محمد أنه قال:«إنَّ اللَهَ أَمَرَكُمْ بِصَلَاةٍ هِيَ خَيرٌ لَكُمْ مِنْ حُمْر النِّعَمِ، وَهِيَ الوَتْرُ، جَعَلَهَا لَكُمْ فِيمَا بَيْنَ صَلَاةِ الْعِشَاءِ إِلَى طُلُوعِ الْفَجْرِ».